# Ténosynovite
Vous pouvez aider à l'améliorer ou bien discuter des problèmes sur sa page de discussion.
- Certaines informations devraient être mieux reliées aux sources mentionnées dans la bibliographie ou les liens externes. Améliorez sa vérifiabilité en les associant par des références. (Marqué depuis octobre 2012)
- Il doit être débarrassé d’une partie de son jargon. Sa qualité peut être largement améliorée en utilisant un vocabulaire directement compréhensible par le plus grand nombre. (Marqué depuis janvier 2016)
- Il doit être recyclé. La réorganisation et la clarification du contenu sont nécessaires. (Marqué depuis janvier 2016)

 Mise en garde médicale
La ténosynovite (ou Tendovaginite ou encore Peritendinitis crepitans) est une tendinite caractérisée par une inflammation d'un tendon et de sa gaine synoviale. Cette pathologie rhumatismale peut toucher toutes les zones tendineuses (épaule, main, pied) souvent sollicitées et qui subissent des micro-traumatismes.
L'une des plus répandues est la ténosynovite de Raoul De Quervain.

## Ténosynovite de De Quervain
La ténosynovite décrite en 1895 par Fritz de Quervain, chirurgien suisse, est la plus fréquente des tendinites du poignet.
Correspondant à une affection sténosante de la gaine fibreuse du ou des tendons lésés, la gaine habituellement commune serait dans cette « maladie de Kocher-de Quervain », plus volontiers cloisonnée. Ces gaines au niveau du passage des tendons du premier compartiment des extenseurs, sont des tunnel(s) fibreux au contact du radius qui subissent une métaplasie chondro-osseuse plus ou moins poussée.

### Anatomie et physiopathologie
Au niveau de la styloïde radiale, dans ces coulisses ostéo-fibreuses, propres (plus rarement commune dans la « maladie »), chemineraient, volontiers séparés, d'une part les tendons plus ou moins nombreux du muscle long abducteur du pouce (abductor pollicus longus) et d'autre part le tendon du muscle court extenseur du pouce (extensor pollicus brevis ou EBP). Ces tendons forment plus bas la limite antérieure de la tabatière anatomique.
Dans des conditions anatomiques particulières (gaines propres fréquentes, l’exposition à des forces répétées provoquerait des déformations fibro-élastiques, des micro-ruptures et un épaississement des fibres de collagène, voire volontiers une métaplasie cartilagineuse et/ou osseuse (palpable, visible) des gaines fibreuse et synoviale.
Cet épaississement inflammatoire pérennise le conflit entre le court extenseur (le plus souvent dans ce cas) ou les tendons et la gaine synoviale à l’origine de douleur et de gêne à la mobilisation du poignet et du pouce.
Toute action répétitive mettant en jeu la rétroposition du pouce devrait en principe favoriser l’apparition de ténosynovite de De Quervain (pincer, serrer, visser, manipuler des petits objets, faire des mouvements répétitifs, utiliser des ciseaux, etc.).
De nombreux facteurs favorisants seraient décrits.
Plusieurs études ont montré une association significative entre la maladie et l’exposition à un travail répétitif nécessitant un effort physique important des membres supérieurs, les loisirs nécessitant une inclinaison radiale répétée du poignet : aviron, golf, tennis…(Laulan et al. 2001) : à intensité de travail égale, certains sujets ne sont pas atteints.
La rareté relative de l'affection dans un job dit « à risque », sa plus grande fréquence chez les noirs ou les hyperlaxes (femmes), la non prédominance de l'atteinte du côté dominant, les études anatomiques (chirurgicales, chez le cadavre) seraient de plus en plus volontiers en faveur d'une prédisposition anatomique.
Certaines pathologies communes (banales) seraient également connues pour être « prédisposantes » : qu’elles soient inflammatoires (polyarthrite rhumatoïde), métaboliques (diabète) ou hormonales (hypothyroïdie).
La grossesse (affection banale) serait également un « facteur de risque » connu de cette affection assez rare en Europe, moins rare aux Antilles.
La ténosynovite de De Quervain est, en dépit de toutes ces remarques étiologiques et anatomiques, reconnue en France comme maladie professionnelle (tableau 57 C des maladies professionnelles) quand elle est imputable à des conditions de travail particulières (posture de travail, gestes répétitifs…).
Pour échapper à ce type de pathologie comme au syndrome du canal carpien, le fait de ne rien faire du tout n'est pas synonyme absolu d'impunité, tant est probable la composante génétique (même remarque pour la hernie discale volumineuse).

### Clinique
- La douleur constitue le motif de consultation principal, gêne longtemps mystérieuse (volontiers nombreux avis « médicaux » négatifs, rareté de l'affection oblige ?).
  - Intéressant la partie latérale du poignet, la gêne est accentuée par la mobilisation du pouce ou du poignet.
  - Des irradiations sont possibles à la face dorsale du pouce et le bord externe de l’avant bras.
  - L’intensité est très variable suivant les individus, de modérée à insomniante, mais d’horaire globalement mécanique.
- L’examen clinique
  - Il montre volontiers, mais surtout après un certain délai une tuméfaction caractéristique en regard de la styloïde radiale.
  - La palpation de la styloïde est la plupart du temps douloureuse et cela de manière précise, en regard de la coulisse du tendon du muscle court extenseur du pouce.
  - La perception d'un nodule tendineux de l'EPB est rare (moins de 3 %) avec pouce à ressaut en variété dorsale.
  - La manœuvre de Finkelstein est simple et sensible : 1/ mise en flexion passive du pouce par l’examinateur pour le mettre en opposition avec la base du 5e doigt puis 2/ mouvement d’adduction du poignet.

Test positif, s'il reproduit la douleur ou la renforce, il n’est néanmoins pas « pathognomonique » puisqu’il se révélerait « positif » dans la rhizarthrose et la neuropathie par compression de la branche superficielle du nerf radiale, ou névrite de Wartenberg.
Le Finkelstein (tout comme le Brunelli, signe du dégraffage de soutien gorge) se « négative » après chirurgie plus ou moins rapidement et signe alors la guérison.
- Comme souvent pour poser une indication opératoire (infiltration, décompression), les examens complémentaires ou paracliniques (plus bas) ne sont en aucun cas indispensables à l’établissement du diagnostic ou à la prise de décision.

### Imagerie
Néanmoins lorsqu’il existe non pas un doute quant au diagnostic de ténosynovite, mais une cause rarissime (d'une affection déjà elle-même assez rare), l’imagerie peut être utile.
La radiographie, le plus souvent normale, peut certes parfois montrer une saillie (palpable, visible !)de la styloïde hypertrophiée dans les parties molles adjacentes.
Un cal vicieux ou non, cunéen externe ou un exceptionnel ostéome ostéoïde seraient une bonne indication à la radio classique...
L’échographie dans une forme habituelle ne ferait que confirmer les données de la palpation (!) : inflammation tendineuse par la lame liquidienne englobant les tendons...
L’IRM, examen d'imagerie de référence en cas de doute clinique, permettrait quant à elle d’objectiver l’atteinte tendineuse et synoviale, et la variante anatomique (gaine propre de l'EPB) « en cause ».

#### Prise de sang et microbiologie
Il n’y a pas de syndrome inflammatoire biologique à l’exception de rares cas où la ténosynovite est associée à un rhumatisme inflammatoire ou à une origine infectieuse avec note inflammatoire.

### Diagnostic différentiel
La simple palpation écarte deux diagnostics différentiels bien théoriques : le syndrome du croisement et la neuropathie par compression de la branche superficielle du nerf radial anciennement névrite radiale de Wartenberg. Le syndrome du croisement correspondrait à une tendinite des radiaux en rapport avec une inflammation de la bourse séreuse située entre les tendons des radiaux et celui du long abducteur du pouce. La douleur est plus proximale, à environ trois travers de doigt au-dessus de la styloïde, et la palpation s’accompagne souvent d’une crépitation profonde.
La névrite radiale de Wartenberg résulte d’une compression de la branche superficielle sensitive du nerf radial par les tendons du long abducteur et du court extenseur du pouce.
- La douleur, à type de brûlure, s’accompagne de paresthésies dorsales du poignet à la base du pouce.
- Un signe de Tinel serait présent à deux travers de doigt au-dessus de la styloïde radiale.
- L’examen électrophysiologique montre une diminution des vitesses de conduction nerveuse sensitive.

La névrite de Wartenberg s’accompagnerait dans près de la moitié des cas d’une ténosynovite de De Quervain.
- Styloïdite radiale (cal osseux cunéen externe, ostéome ostéoïde) bien exceptionnels, pourraient donner le change avec une ténosynovite (non sténosante ?) de De Quervain.
- Enfin, l'association avec une authentique rhizarthrose de tableau bien différent (trapézo-métacarpienne) n'est pas connue (De Quervain affection de la rétroposition du sujet laxe ?).

### Traitement

#### Gestes médicaux
Dans un premier temps, au tout début des symptômes, le traitement « médical » associerait une prescription d’antalgiques et d’anti-inflammatoires non stéroïdiens (AINS) à une orthèse de repos en extension avec bien évidemment une mise au repos adéquate visant à limiter les facteurs déclenchants : anti-inflammatoires, antalgiques et orthèse de repos sont en fait d'efficacité (très) limitée.

#### Infiltration de corticoïdes
Seule, sans attelle, ni AINS, serait préférée[Par qui ?], véritable indication opératoire.
- Avec un bon résultat obtenu par la première injection, il est inutile d’en pratiquer une autre.
- Cependant, dans le cas contraire il serait selon certains judicieux d’en pratiquer une voire deux autres, sans jamais dépasser, pour une série, trois injections (???),
  - Il serait d’usage de laisser un intervalle de cinq à sept jours entre deux séries d’injections.
- Ce traitement par infiltration demeurerait le traitement de choix de la ténosynovite de De Quervain, mais ce traitement peut entraîner une atrophie cutanée (une dépigmentation majeure aux Antilles) en regard de la zone d’infiltration ainsi qu’une hyperesthésie douloureuse réalisant alors un tableau de névrite de Wartenberg. Ainsi, l’emploi de tout produit aux propriétés atrophiantes serait à éviter (???).

#### Opération de décompression
- À l’inverse du traitement médical qui vise à diminuer la taille des tendons (le contenu), le traitement chirurgical de la ténosynovite de De Quervain repose sur une adaptation de la taille de la coulisse (le contenant) au calibre des tendons.
- Ce traitement de seconde intention, plus en phase avec les connaissances actuelles de la « maladie » (contenant) est envisagé lorsque les douleurs persistent malgré un traitement médical bien conduit, voire après une certaine ancienneté avec saillie palpable.
- Le principe repose avant tout sur une (ré)section de la sangle parfois encore aponévrotique fibreuse épaissie, volontiers déjà chondro-ossifiée épaissie au niveau du plafond de la coulisse du premier compartiment.
  - Les berges de la sangle aponévrotique seraient ensuite (par certains chirurgiens parisiens et non américains) refixées au plan sous cutané « afin que la néo-coulisse ainsi formée empêche que les tendons libérés ne balayent de part et d’autre de la styloïde radiale ».
  - L’intervention nécessiterait, là encore pour certains chirurgiens de la vieille Europe, « une 'immobilisation' post opératoire sur une attelle de poignet durant quinze jours ».
    - Il existe aussi des techniques chirurgicales qui agrandissent la poulie à l'aide d'une plastie d'agrandissement. Au lieu sectionner la poulie longitudinalement, la ligne de section est diagonale, ce qui permet de reconstituer la poulie par suture des bords après les avoir fait glisser. L'immobilisation post-opératoire n'est pas nécessaire avec cette technique.

### Résultats
Quoi qu'il en soit, le résultat de la libération de la ou des coulisses propres serrées est en général très probant à très long terme avec disparition des douleurs et négativation plus ou moins rapide et définitive de la manœuvre de Finkelstein.
Le risque de luxation du tendon du muscle court extenseur du pouce même en l'absence de suture sous-cutanée de la berge aurait été très exagéré.
Lors de cette intervention, des anomalies tendineuses qui favoriseraient l’apparition de la ténosynovite sont fréquemment retrouvées par tous les chirurgiens qui en ont opéré suffisamment non pas tant subdivision en plusieurs faisceaux du tendon du long abducteur, que compartimentation de la première loge par un septum sagittal et gaine propre de l'EPB.

### Sources
(janvier 2016).
- Physiologie articulaire de A.-I. Kapandji, éditions Maloine
- Kamina Anatomie clinique Tome 1 anatomie générale - membres 3e éditions Maloine
- Séméiologie de la main et du poignet Dominique Le Nen et Jacky Laulan Sauramps Médical
- Lésions attribuables au travail répétitif, Kuorinka I., Forcier L., éditions Maloine
- Kuorinka I, Koskinen P. Occupational rheumatic diseases and upper limb strain in manuel jobs in a light mechanical industry. Scand J work environ health, 5, 39-47. 1979-Harvey F, Harvey P, Horsley M. de Quervain’s disease: surgical or non-surgical treatment, J Hand Surg 1990

## Traitements
Ils sont basés sur :
- les antalgiques,
- les anti-inflammatoires (stéroïdiens et non stéroïdiens -AINS-) ; administrés par voie générale ou locale,
- les infiltrations de corticoïdes,
- voire la chirurgie.

Les résultats sont très inconstants et la résolution spontanée est aussi possible avec une baisse d'activité (puis de rééducation) de la région concernée, ce qui atténuera considérablement la douleur.
Il existe des formes rares de ténosynovite infectieuse :
- tuberculose,
- ténosynovite dues à des bactéries anaérobies,

Le traitement devient alors spécifique de l'infection causale.